# Hugo Theodor Christoph
Hugo Theodor Christoph, né le 16 avril 1831 à Herrnhut (royaume de Saxe) et mort le 5 novembre 1894 à Saint-Pétersbourg est un entomologiste saxon qui se mit au service de l'Empire russe.

## Biographie
Après avoir terminé des études d'instituteur, Christoph s'installe en Russie en 1858 pour devenir instituteur dans une école de colons allemands de Sarepta, issus de la communauté des Frères Moraves, où il commence à réunir une collection d'insectes de la région. Il devient membre de la Société entomologique de Russie en 1861. À partir de 1870, il fait plusieurs expéditions pendant une dizaine d'années dans les possessions de l'Empire pour la compléter. Il se rend ainsi en Transcaucasie, au nord de la Perse, en Asie centrale et dans l'Extrême-Orient russe. Le grand-duc Nicolas Mikhaïlovitch de Russie l'emploie à partir de 1880 pour s'occuper de sa collection entomologique, comportant un grand nombre de lépidoptères.
C'est ainsi qu'en 1880 il parcourt pour le grand-duc l'Abkhazie et l'Adjarie, la région de Borjomi (où se trouvait le palais du grand-duc) et la zone montagneuse de Bakouriani. En 1881, il fait un voyage à Ordoubad où il collecte des insectes pendant le mois de mai et la première moitié de juin, puis il passe par Meghri et Litchk, s'arrête à Stepanakert, puis visite les abords du lac Sevan. En 1882 et en 1883, il parcourt la région de Kazikoporan, retourne à Ordoubad et visite Isti-sou. Son voyage de l'année suivante, en 1884, a pour but l'étude des collines de la Koura, puis il revient à Borjomi.
Le grand-duc l'envoie en 1886 à Zaqatala, où il monte le Sadygar, puis traverse la steppe du Moghan. Les deux années suivantes, il retourne dans la région de Kazikoporan.
Tout en s'occupant de la collection du grand-duc, Christoph complète toujours sa propre collection. Elle est vendue à sa mort au baron Walsingham, membre de la Société entomologique de Londres. La plus grande partie de celle-ci se trouve aujourd'hui au British Museum.